# Летње олимпијске игре 1944.
Летње олимпијске игре 1944. је требало да буду одржане у Лондону. Одлуку је Међународни олимпијски комитет донео у јуну 1939.
Само неколико месеци касније избио је Други светски рат, учинивши све припреме за олимпијске игре беспредметним.
Лондон је ипак постао домаћин олимпијских игара, али тек када је завршио рат. Игре су одржане 1948. године.
Пољски ратни заробљеници су у Волденбергу, у војном концентрационом логору добили дозволу да одрже незваничну Олимпијаду ратних заробљеника. Са добијеном дозволом немачких чувара пољаци су организовали игре од 23. јула до 13. августа 1944. Олимпијску заставу су сашили од креветског чаршава а олимпијске кругове су направили од тканина које су одговарале олимпијским бојама. Овај догађај се сматра демонстрацијом олимпијског духа који је јачи од рата и ратних разарања.